# جلكيات عاضة
الجلكيات العاضة (الاسم العلمي: Mordaciidae) هي فصيلة من اللافكيات تتبع رتبة الجلكيات من طائفة مستديرات الفم.

## التصنيف
- الجلكاوات العاضة
  - الجلكى العاضة